# Lignano

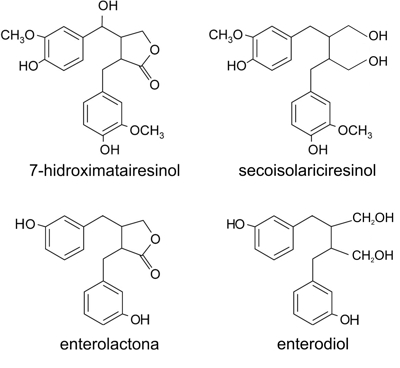
Estructura química de algunos lignanos.

Los lignanos son metabolitos secundarios de las plantas encontrados en una gran variedad de plantas que incluyen las semillas de lino, semillas de calabaza, semillas de sésamo, centeno, soja, brócoli, frijoles, y en algunas bayas. Aunque están ampliamente distribuidos en las citadas semillas, sus cantidades son muy reducidas, del orden de μg por cada gramo de producto seco.
Químicamente son sustancias polifenólicas, relacionadas con el metabolismo de la fenilalanina a través de la dimerización de alcoholes cinámicos sustituidos (ver Ácido cinámico) a un esqueleto de dibencilbutano 2. Esta reacción es catalizada por enzimas oxidativas y normalmente es controlada por proteínas de dirección. La estructura básica de estas sustancias son dos unidades C
6C
3 unidas por enlaces β,β' utilizadas para la nomenclatura de los lignanos.
Los lignanos son uno de los dos grupos principales de fitoestrógenos, que son antioxidantes. La otra clase de fitoestrógenos son las isoflavonas. 
Se atribuyen a los lignanos efectos antioxidantes que ayudan a combatir los efectos de los dañinos radicales libres. Sin embargo, algunos estudios clínicos no han mostrado efectos sobre los lípidos plasmáticos o sobre la capacidad antioxidante cuando se administran a mujeres postmenopáusicas sanas. Los lignanos secoisolariciresinol diglucósido (SDG) y sus metabolitos de lignanos mamálicos, enterodiol (ED) y enterolactona (EL) son compuestos fitoquímicos antioxidantes con potencial actividad anticancerígena que pueden imitar las funciones de las hormonas humanas, sin los efectos dañinos de estas. Los estudios realizados en modelos animales muestran que impide el crecimiento de tumores de mama y de próstata. Parece que en humanos reduce la incidencia del cáncer de mama. 